# Axel Thoma
Axel Thoma (5 september 1964) is een Duits voormalig voetballer die speelde als aanvaller.

## Carrière
Thoma speelde in de jeugd van VfB Stuttgart en maakte in 1984 zijn profdebuut voor die ploeg maar door gebrek aan kansen ging hij na het seizoen naar het Zwitserse FC Schaffhausen. Bij hen speelde hij tot in 1992 en hij trok naar FC Winterthur waar hij twee seizoenen speelde. Hij speelde nog vier jaar voor de Duitse amateurploeg FC Singen 04.
Hij werd na zijn spelersloopbaan jeugdcoach bij FC Wil 1900 van 2007 tot 2010; in 2009 was hij kort interim-coach van het eerste elftal. Van 2010 tot 2014 was hij er coach en directeur spelersbeleid. Dezelfde functie bekleedde hij een jaar bij Grasshopper Club Zürich alvorens in 2016 trainer te worden van FC Schaffhausen; van 2018 tot 2019 was hij er algemeen directeur.